# 아시아 사격 선수권 대회
아시아 사격 선수권 대회(영어: Asian Shooting Championships)는 아시아 사격 연맹이 주관하는 아시아 지역의 사격 선수권 대회이다. 1967년에 시작된 이후 4년 주기로 개최되고 있다.

## 역대 대회
| 횟수 | 연도 | 개최국         | 개최 도시    |
| ---- | ---- | -------------- | ------------ |
| 1    | 1967 | 일본           | 도쿄         |
| 2    | 1971 | 대한민국       | 서울         |
| 3    | 1975 | 말레이시아     | 쿠알라룸푸르 |
| 4    | 1980 | 필리핀         | 마닐라       |
| 5    | 1983 | 인도네시아     | 자카르타     |
| 6    | 1987 | 중화인민공화국 | 베이징       |
| 7    | 1991 | 중화인민공화국 | 베이징       |
| 8    | 1995 | 인도네시아     | 자카르타     |
| 9    | 2000 | 말레이시아     | 랑카위       |
| 10   | 2004 | 말레이시아     | 쿠알라룸푸르 |
| 11   | 2007 | 쿠웨이트       | 쿠웨이트시티 |
| 12   | 2012 | 카타르         | 도하         |
| 13   | 2015 | 쿠웨이트       | 쿠웨이트시티 |
| 14   | 2019 | 카타르         | 도하         |
| 15   | 2023 | 대한민국       | 창원         |